# Christophe Cuvillier
Christophe Cuvillier (nacido el 5 de diciembre de 1962 en Etterbeek) es un empresario francés y actual director ejecutivo del grupo inmobiliario europeo Unibail-Rodamco-Westfield.

## Educación
Cuvillier estudió en la escuela de negocios Esade en Barcelona, España y luego en la Universidad de California en Berkeley. Completó sus estudios en HEC Paris, donde obtuvo su diploma en gestión de empresas internacionales en 1984.

## Carrera
Cullivier comenzó su carrera empresarial como aprendiz de ventas en la marca de cosméticos de lujo Lancôme, parte de L'Oréal, en 1986. En Lancôme, ascendió de rango hasta convertirse en director general de la sucursal de la empresa en el Reino Unido en 1992, antes de mudarse a Sídney como director de la división australiana de productos de lujo de L'Oréal en 1993.
En 1995, Cuvillier regresó a Lancôme como director general de sus operaciones en Francia y en 1998 se convirtió en director de la División de Productos de Lujo de L'Oréal en Francia.
En 2000, Cuvillier dejó L'Oréal para unirse al grupo Kering (antes PPR) como director de operaciones de Marketing y Productos de Fnac, una de sus filiales.
En 2003, fue nombrado director de operaciones de internacional y desarrollo de Fnac, y en 2005 se convirtió en director ejecutivo de Conforama, otra marca de Kering. En 2008, fue nombrado presidente y director general de Fnac, cargo que ocupó hasta 2011.
Cuvillier abandonó el sector del lujo en 2011 y se incorporó al grupo inmobiliario Unibail-Rodamco (Unibail-Rodamco-Westfield desde 2018) como director de operaciones y miembro de su consejo de administración. En abril de 2013, sucedió a Guillaume Poitrinal como presidente y director general de la empresa, cargo que ocupaba desde 2005.